# George Mendeluk

George Mendeluk (en ukrainien Джордж Менделюк) (né le 20 mars 1948 à Augsbourg, en Allemagne) est un réalisateur, scénariste et producteur canadien d'origine ukrainienne.

## Biographie
Né en Allemagne dans une famille des réfugiés ukrainiens, George Mendeluk a ensuite immigré au Canada.

## Filmographie

### Comme réalisateur

#### Cinéma
- 1979 : Stone Cold Dead
- 1980 : L'Enlèvement du président (The Kidnapping of the President)
- 1985 : Doin' Time
- 1986 : Meatballs III: Summer Job
- 1999 : Men of Means
- 2005 : Romeo! (série télévisée)
- 2010 : The Terror Experiment (Fight or flight)
- 2017 : Holodomor, la grande famine ukrainienne (Bitter Harvest)

#### Télévision
- 1985 : Alfred Hitchcock présente ("Alfred Hitchcock Presents") (série télévisée)
- 1987 : Paire d'as (Diamonds) (série télévisée)
- 1988 : Almost Grown (série télévisée)
- 1989 : True Blue
- 1989 : L'Équipée du Poney Express (The Young Riders) (série télévisée)
- 1990 : E.N.G.
- 1992 : Gangsters
- 1992 : Highlander (série télévisée)
- 1993 : Kung Fu, la légende continue (Kung Fu: The Legend Continues) (série télévisée)
- 1994 : Lonesome Dove: The Series (série télévisée)
- 1995 : Marker (série télévisée)
- 1997 : Deepwater Black (série télévisée)
- 1998 : Traque sur Internet (The Net) (série télévisée)
- 1998 : First Wave (First Wave) (série télévisée)
- 1999 : TV business (Beggars and Choosers) (série télévisée)
- 1999 : The Hoop Life (série télévisée)
- 2001 : Leap Years (série télévisée)
- 2002 : Odyssey 5 (série télévisée)
- 2004 : Le Messager des ténèbres (The Collector) (série télévisée)
- 2005 : Secret Lives
- 2005 : Deck the Halls
- 2006 : Portée disparue (Presumed Dead)
- 2006 : 12 Hours to Live
- 2006 : En attendant l'âme sœur (Under the Mistletoe)
- 2008 : L'Énigme du sphinx (Riddles of the Sphinx)
- 2009 : En eaux troubles (Desperate Escape)

### Comme scénariste
- 1972 : The Merry Wives of Tobias Rouke
- 1979 : Stone Cold Dead
- 1986 : Meatballs III: Summer Job
- 2017 : Holodomor, la grande famine ukrainienne (Bitter Harvest) (en collaboration avec Richard Bachynsky Hoover)

### Comme producteur
- 1979 : Stone Cold Dead
- 1980 : L'Enlèvement du président (The Kidnapping of the President)
- 1985 : Doin' Time